# Magway
Magway (in birmano: မကွေးမြို့, trascrizione MLC: ma. kwe: mrui, trascrizione IPA: [məɡwé mjo̰]), conosciuta anche col nome Magwe, è una città della Birmania, situata nella regione di Magway, della quale è il capoluogo. Secondo il censimento del 2014, Magway aveva una popolazione di 94 038 abitanti nell'area urbana e di 195 209 nell'area rurale, per un totale di 289 247 abitanti.

## Geografia
La città si trova nella pianura centrale birmana solcata dal fiume Irrawaddy, che bagna il lato ovest di Magway. È collegata alla sponda occidentale del fiume dal ponte Arrawaddy. La capitale Naypyidaw è 161 km a est.